# Poul Hagelstein

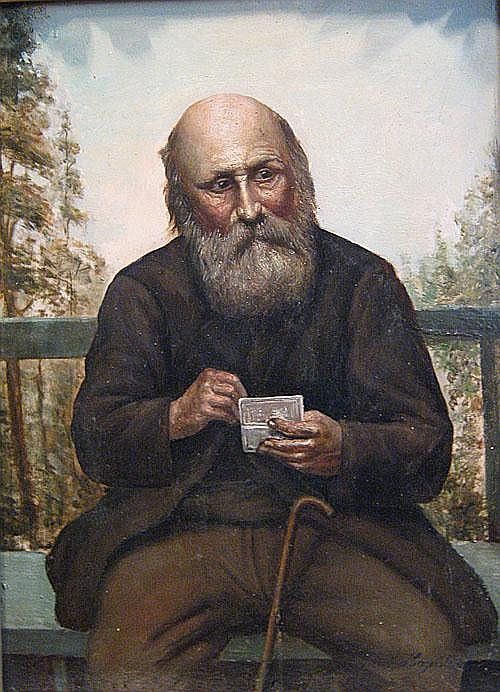
Auf der Bank ruhend

Poul Hagelstein (* 1825 in Holstein; † 4. März 1868 in Brüssel) war ein dänischer Porträt- und Genremaler.

## Leben
Hagelstein studierte von 1846 bis 1851 an der Königlich Dänischen Kunstakademie in Kopenhagen. Nach 1848 zeigte er seine Werke auf den Akademieausstellungen. 1857 beteiligte er sich an der Eröffnungsausstellung der Kunsthalle zu Kiel.
Das Jahr 1859 verbrachte er in London, wo er an der Ausstellung in der British Institution for Promoting the Fine Arts in The United Kingdom teilnahm.
Er erhielt Aufträge vom dänischen Königshaus. Sowohl Friedrich VII. als auch Christian IX. schätzten seine Kunst, einschließlich seiner Genre- und Geschichtsbilder, die sich insbesondere mit Themen aus dem 16. Jahrhundert befassten.
Um 1866 malte er im Auftrag von Erzherzog Maximilian für den Saal der Regenten auf Schloss Miramare die Bildnisse Georg I. von Griechenland und von Christian IX. von Dänemark.
Nach dem Studium ließ er sich in Brüssel nieder, wo er sich auch weiterbildete. In dieser Stadt blieb er lebenslang als Porträt- und Genremaler tätig. Weiterhin beschickte er die Kopenhagener Akademieausstellung. Hagelstein starb im Alter von 43 Jahren.